# Jan Pilc
Jan Pilc (ur. 26 grudnia 1991 r.) – czeski wioślarz.

## Osiągnięcia
- Mistrzostwa Świata Juniorów – Linz 2008 – dwójka podwójna – 18. miejsce[1].
- Mistrzostwa Świata Juniorów – Brive-la-Gaillarde 2009 – czwórka podwójna – 2. miejsce[1].
- Mistrzostwa Świata U-23 – Brześć 2010 – czwórka bez sternika – 4. miejsce[1].
- Mistrzostwa Europy – Montemor-o-Velho 2010 – ósemka – 7. miejsce[1].